# Lina Olsson Rosenberg
Lina Olsson Rosenberg, née Lina Olsson le 27 décembre 1971 à Norrköping, est une ancienne handballeuse internationale suédoise-norvégienne qui évoluait au poste d'arrière droite. Après avoir rejoint en 1991 la Norvège et le club du Larvik HK elle a été naturalisée norvégienne en 2002.

## Biographie

### Carrière de club
Lina Olsson a commencé sa carrière dans sa ville natale au Norrköping HF puis au Norrköping HK avant d'être recrutée par le RP IF à Linköping en 1986. Elle y a fait ses débuts en Championnat de Suède.
Elle est recrutée pour la saison 1991-1992 par le Larvik HK en Norvège et y a joué le reste de sa carrière dans ce club jusqu'en 2004 où elle doit arrêter le handball après une blessure à l'épaule. Deux fois, elle a été nommée meilleure joueuse d'élite de l'année en Norvège, en 1996 et 1997. Avec Larvik, elle a atteint la finale de la coupe EHF en 1996 et la demi-finale de la coupe des vainqueurs de coupe en 1997. Elle a également remporté plusieurs titres de champion de Norvège avec le club. En Suède, elle a été nommée joueuse de handball de l’année en Suède pour la saison 1996-1997.

### En équipe nationale de Suède
Sélectionnée dans les équipes nationales suédoises junior et universitaire, elle termine quatrième au championnat du monde junior 1991 en France. 
Elle connait sa première sélection en équipe nationale de Suède à l'âge de 18 ans, en février 1990 à Odense, contre le Danemark. Elle a ainsi participé entre 1993 et 1996 aux compétitions internationales avec l'équipe nationale suédoise. Elle joue son dernier match international en 1999, ayant refusé sa convocation en 2001. Au total, elle a marqué 531 buts en 145 sélections. 

### En équipe nationale de Norvège
Vivant en Norvège depuis 1991 et mariée à un norvégien, Ola Rosenberg, en 1999, Lina Olsson Rosenberg est devenue citoyenne norvégienne et connaît sa première sélection en équipe nationale de Norvège en août 2002.
Elle participe ainsi au championnat d'Europe 2002 : élue meilleure arrière droite de la compétition. et meilleure marqueuse norvégienne, elle contribue à la médaille d'argent remportée par la Norvège. Elle ne joue ensuite que 3 matchs en novembre 2003 pour porter son total à 24 sélections et 92 buts marqués.

## Palmarès

### En club
compétitions internationales
- finaliste de la coupe EHF en 1996 (avec Larvik HK)

compétitions nationales
- championne de Norvège (7) en 1995, 1996, 1997, 2000, 2001, 2002 et 2003 (avec Larvik HK)
- vainqueur de la coupe de Norvège (5) en  1996, 1998, 2000, 2003, et 2004 (avec Larvik HK)

### Sélections nationales
championnats du monde
- 6e place au championnat du monde 1993 (avec la Suède )
- 11e place au championnat du monde 1995 (avec la Suède )

championnats d'Europe 
- 7e place au championnat d'Europe 1994 (avec la Suède )
- 8e place au championnat d'Europe 1996 (avec la Suède )
- finaliste du championnat d'Europe 2002 (avec la Norvège )

autres
- 4e place au championnat du monde junior en 1991 (avec la Suède )

### Distinctions individuelles
- élue meilleure handballeuse suédoise de la saison en 1996-97
- meilleure marqueuse du Championnat de Norvège (2) : 1996-97 et 1999-00
- 5e meilleure marqueuse du championnat d'Europe 1996
- élue meilleure arrière droite du championnat d'Europe 2002[3]
- 9e meilleure marqueuse du championnat d'Europe 2002